# 下八川圭祐
下八川 圭祐（しもやかわ けいすけ、1900年（明治33年）11月18日 - 1980年（昭和55年）3月18日）は、日本の声楽家（バス、バリトン）、音楽教育者。藤原歌劇団創設メンバーの一人、二代目総監督。現・学校法人東成学園（昭和音楽大学、昭和音楽大学短期大学部）の創立者。

## 概要
高知県高岡郡佐川町出身。
1926年（大正15年）東洋音楽学校（現・東京音楽大学）本科声楽科卒業。矢田部勁吉、ベレッティに師事。
1930年（昭和5年）下八川圭祐声楽研究所を創立。ヴォーカル・フォアに参加。1934年（昭和9年）藤原義江とともに藤原歌劇団を創設。同団創設後はその中心メンバーとして『カルメン』の闘牛士役など多くのオペラに出演している。1940年（昭和15年）東京市淀橋区（現・東京都新宿区）に東京声専音楽学校を開設・校長就任。1945年（昭和20年）戦災により校舎焼失。
1947年（昭和22年）夜間部の授業を復活。1952年（昭和27年）東京都新宿区大久保に校舎が完成。1958年（昭和33年）学校法人東京声専音楽学校認可、理事長就任・校長兼任。1969年（昭和44年）に学校法人東成学園に改称認可、神奈川県厚木市に昭和音楽短期大学開学・学長兼任。1972年（昭和47年）藤原義江の委嘱により藤原歌劇団二代目総監督に就任、逝去時までその地位にあった。1976年（昭和51年）「下八川賞」（現・下八川圭祐記念高知音楽コンクール）を創設。同年日伊音楽協会会長就任。
1980年（昭和55年）3月18日逝去。79歳没。
息子は財団法人日本オペラ振興会（現在は公益財団法人日本オペラ振興会）創設者で藤原歌劇団元代表、学校法人東成学園理事長、公益財団法人日本オペラ振興会常務理事の下八川共祐。

## 受賞歴
- 1974年（昭和49年）勲三等瑞宝章

## 主なディスコグラフィー
- ヴォルガの船唄 - キングレコードから発売され、好評となった[6]。
- 獨唱 二人の擲彈兵 堀内敬三[譯詩]、杉山長谷雄[編曲 ]、下八川圭祐、キング・サロンオーケストラ（キングレコード 、商品番号：12011_768）[7]
- CD2枚組 あの頃の歌 オムニバス 2006/2/1 日本ウエストミンスター[8]